# جانگ پی یئونگ گوجوسان
جانگ پی یئونگ سی و نهمین پادشاه گیجا چوسان بود. او از سال ۲۵۱ قبل از میلاد تا سال ۲۳۲ قبل از میلاد حکومت کرد. نام واقعی او یان (هانگول: 윤، هانجا: 潤) بود. بعد از او بو از گوجوسان به سلطنت رسید.